# Hypnanae
Hypnanae, nadred pravih mahovina dio podrazreda Bryidae.

## Redovi
- ordo: Hypnodendrales N.E. Bell, A.E. Newton & D. Quandt
  - Braithwaiteaceae N. E. Bell, A. E. Newton & D. Quandt
  - Racopilaceae Kindb.
  - Pterobryellaceae (Broth.) W.R. Buck & Vitt
  - Hypnodendraceae Broth.
- ordo: Ptychomniales W.R. Buck, C.J. Cox, A.J. Shaw & Goffinet
  - Orthorrhynchiaceae S. H. Lin
  - Rhabdodontiaceae B. Mishler, N.E. Bell & P.J. Dalton
  - Ptychomniaceae M. Fleisch.
- ordo: Hypopterygiales Goffinet
  - Hypopterygiaceae Mitt.
- ordo: Hookeriales M. Fleisch.
  - Saulomataceae W. R. Buck, C. J. Cox, A. J. Shaw & Goffinet
  - Daltoniaceae Schimp.
  - Schimperobryaceae W. R. Buck, C. J. Cox, A. J. Shaw & Goffinet.
  - Hookeriaceae Schimp.
  - Leucomiaceae Broth.
  - Pilotrichaceae Kindb.
- ordo: Hypnales W.R. Buck & Vitt
  - Rutenbergiaceae M. Fleisch.
  - Trachylomataceae W. R. Buck & Vitt
  - Rhizofabroniaceae Huttunen, Ignatov, D.Quandt & Hedenäs.
  - Fontinalaceae Schimp.
  - Climaciaceae Kindb.
  - Amblystegiaceae G. Roth
  - Calliergonaceae Vanderpoorten, Hedenäs, C. J. Cox & A. J. Shaw.
  - Helodiaceae Ochyra
  - Leskeaceae Schimp.
  - Thuidiaceae Schimp.
  - Regmatodontaceae Broth.
  - Hydropogonellaceae B.H. Allen
  - Stereophyllaceae W. R. Buck & Ireland
  - Brachytheciaceae G. Roth.
  - Meteoriaceae Kindb.
  - Myriniaceae Schimp.
  - Fabroniaceae Schimp.
  - Stereodontaceae Hedenäs, Schlesak & D. Quandt
  - Pylaisiaceae Schimp.
  - Heterocladiellaceae Ignatov & Fedosov.
  - Hypnaceae Schimp.
  - Catagoniaceae W. R. Buck & Ireland
  - Pterigynandraceae Schimp.
  - Hylocomiaceae M. Fleisch.
  - Rhytidiaceae Broth.
  - Symphyodontaceae M. Fleisch.
  - Plagiotheciaceae M. Fleisch.
  - Entodontaceae Kindb.
  - Pylaisiadelphaceae Goffinet & W. R. Buck
  - Sematophyllaceae Broth.
  - Cryphaeaceae Schimp.
  - Prionodontaceae Broth.
  - Leucodontaceae Schimp.
  - Pterobryaceae Kindb.
  - Phyllogoniaceae Kindb.
  - Lepyrodontaceae Broth.
  - Neckeraceae Schimp.
  - Orthostichellaceae Enroth, Huttunen, Tangney, M. Stech & D. Quandt
  - Echinodiaceae Broth.
  - Leptodontaceae Schimp.
  - Lembophyllaceae Broth.
  - Myuriaceae M. Fleisch.
  - Anomodontaceae Kindb.
  - Miyabeaceae Enroth, S. Olsson, Buchbender, Hedenäs, Huttunen & D. Quandt
  - Theliaceae M. Fleisch.
  - Microtheciellaceae H. A. Mill. & A. J. Harr.
  - Sorapillaceae M. Fleisch.

## Porodice i rodovi
- familia: Tricostaceae G.W.K. Shelton, Stockey, G.W. Rothwell & Tomescu
- genus: Baigulia Ignatov, Karasev & Sinitsa
- genus: Baiguliella Ignatov, Karasev & Sinitsa
- genus: Bryokhutuliinia Ignatov
- genus: Hygrohypnidium Kirchh.
- genus: Palaeodichelyma Ignatov & Shcherb.
- genus: Palaeohypnum Steere
- genus: Platybryopsis Plam. & Givul.

## Vanjske poveznice
- Bryophyte Phylogeny Poster